# Вовчанський агрегатний завод
ПрАТ «Вовчанський агрегатний завод» — українське підприємство з виробництва агрегатів, насосних автоматичних установок у Вовчанську. Зруйноване в ході російського вторгнення в Україну.

## Галузі
- Виробництво вузлів, деталей та приладдя для автомобілів та їх двигунів
- Виробництво літальних апаратів, включаючи космічні
- Постачання пари та гарячої води
- Діяльність їдалень та послуги з постачання готової їжі.

## Історія

### УРСР
Підприємство створене за восьмим п'ятирічним планом народного господарства СРСР, здане в експлуатацію 1 січня 1970 року як філія Харківського машинобудівного заводу «ФЕД».
Початково завод займався виготовленням насосних станцій та гідромоторів для потреб авіації. Згодом було освоєно виробництво ширшої номенклатури виробів для газової, машинобудівної та авіаційної промисловості.
Наказом №204 Міністерства авіаційної промисловості СРСР від 23 листопада 1970 року, завод отримав назву «Вовчанський агрегатний завод».
Вже в середині 1970-х завод перетворився на містоутворююче підприємство. Заводом було побудовано 27 житлових будинків, корпус районної лікарні, корпус школи, та проведено газ з Шебекіно.

### Україна
Зі здобуттям незалежності завод перейшов під управління Міністерства машинобудування, військово-промислового комплексу і конверсії України. За наказом того самого міністерства, підприємство увійшло до Науково-виробничої корпорації державних підприємств «ФЕД».
До 1997 року згорнуто виробництво фотоапаратів ФЕД, завод сконцентрувався на виробництві запчастин для аерокосмічної промисловості.
У зв'язку з процесами роздержавлення економіки, в 1995 році підприємство увійшло в списки приватизації, надані Кабінетом міністрів України, після чого воно було переформатоване в акціонерне товариство.
В 1997 році Кабінет міністрів включив завод до списку підприємств, що мають стратегічне значення для економіки і безпеки держави.
Для співпраці з Уральським автомобільним заводом, в 2003 році налагоджено виробництво гальмівних систем для вантажівок.
Криза 2008 року призвела до скорочення працівників, з 1094 осіб у 2007 року, до 840 осіб на кінець 2008 року. 2,5 млн. гривень заводу було заморожено в банках. Через судові процеси вдалося повернути кошти, але підприємство втратило 2-3 місяці виробничого процесу.
В 2010 році підприємство увійшло до переліку підприємств авіабудівної промисловості України, що отримуватимуть державну підтримку.
Розширяючи співпрацю з російськими та білоруськими компаніями, завод освоїв виробництво головних циліндрів зчеплення для вантажівок білоруських МАЗ і МТЗ та російського КамАз.
4 грудня 2013 року Кабінет міністрів дозволив заводу експорт товарів військового призначення.
В березні 2014 року, разом з ДП «Антонов», Вовчанський агрегатний завод розробив електромагнітне гальмо «ЭМТ-1» для нового українського літака Ан-178.

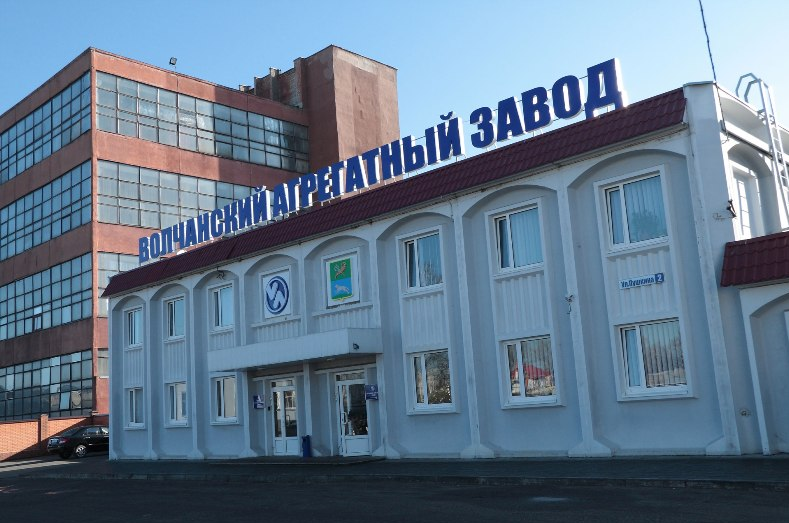
Вхід на територію Вовчанського агрегатного заводу.

#### Російсько-українська війна
Завод, разом з містом, було окуповано в перший день повномасштабно вторгнення РФ в Україну 2022 року. За свідченнями місцевих, на території заводу росіяни та мобілізовані з так званих ЛНР та ДНР влаштували катівню, куди привозили ветеранів АТО, колишніх прикордонників, поліцейських, та людей, що підозрювали в проукраїнській позиції. Окупаційні війська тримали в катівнях людей по декілька днів, після чого деяких відпускали, а когось забирали на територію Росії.
Згодом голова Харківської обласної військової адміністрації Олег Синєгубов підтвердив інформацію, що з Вовчанського агрегатного заводу росіяни вивезли обладнання та розмістили на території підприємства катівню.
13 вересня 2022 року, місто Вовчанськ, а відповідно і завод, було звільнено після стрімкого наступу Збройних сил України, та втечі росіян.
У червні 2024 року ЗСУ заблокували на Вовчанському агрегатному заводі підрозділи російських окупантів та перебуваючи під постійними ударами українських захисників. Кількість поранених та ліквідованих окупантів здебільшого постійно зростають та унеможливлює для них підвезення медикаментів та запасів.
24 вересня 2024 командир спецпідрозділу ГУР Тимур повідомив начальнику ГУР МО України Кирилу Буданову, що територію заводу передано під контроль ЗСУ після зачистки всіх 30 будівель об'єкта. Операцію провели спеціальні групи ГУР: "Стугна", "Парагон", "Юнгер", БДК, РДК, "Терор" .
7 жовтня 2024 року опубліковані кадри на яких зафіксовано як російський солдат піднімає прапор на будівлі Вовчанського агрегатного заводу, що вказує на те, що ЗСУ втратити контроль над агрегатним заводом .
16 січня 2025 року речник ОТУ «Харків» Євгеній Романов заявив, що сили оборони контролюють Вовчанський агрегатний завод, але ДРГ росіян постійно намагаються проникнути на завод, та обстрілюють його 152-мм північнокорейськими снарядами.

## Фінансові показники
| Рік  | Чистий прибуток (грн.) |
| ---- | ---------------------- |
| 2005 | ▼ 1.82 млн.            |
| 2007 | ▲ 8.16 млн.            |
| 2008 | ▲ 6.59 млн.            |
| 2009 | ▲ 22.29 млн.           |
| 2010 | ▲ 11.2 млн.            |
| 2011 | ▲ 35 млн.              |
| 2017 | ▼11,58 млн.            |
| 2020 | ▲23,23 млн.            |
| 2021 | ▼12,17 млн.            |
| 2024 | ▼-9,98 млн.            |